# Grassmannův zákon (lingvistika)
Grassmannův zákon nebo Grassmannovo pravidlo je jev, ke kterému dochází ve védském sanskrtu a ve starořečtině a jehož podstatou je, že pokud by měla za přidechovanou souhláskou být další souhláska opět přidechovaná, tak první z nich svůj přídech ztrácí. Pravidlo je pojmenováno podle pruského polyhistora Hermanna Grassmanna, který jej vyslovil v roce 1863.
Příklady ze starořečtiny:
- Z θύω (thyó, /tʰú-ɔː/, obětuji) je odvozeno ἐτύθη (etythé, /e-tú-tʰɛː/,  bylo obětováno).
- Z θρίξ (thrix, /tʰrík-s/, vlas) je odvozeno τρίχες (triches, /tríkʰ-es/, vlasy).
- Z θάπτειν (thaptein, /θάπτειν/, pohřbívat) je odvozeno τάφος (tafos, /tápʰ-os/,  hrob).

Podobné procesy byly později pozorovány u některých dalších jazyků. Například u manipurštiny (z tibetobarmské rodiny) a nedostatečně zdokumentovaného a vymřelého ofojského jazyka (ze siusko-katóbské rodiny).